# Ребелес
Ре́белес (латыш. Rebeles ezers) — озеро в Вецатской волости Буртниекского края Латвии. Исток реки Киреле. Относится к бассейну Салацы.
Находится в центральной части Северовидземского биосферного заповедника на Буртниекской равнине в 4 км южнее села Вецате. Площадь озера составляет 1,5 га.